# Кошкин, Николай Иванович
Никола́й Ива́нович Ко́шкин (30 июня 1947, Эберсвальде, ГДР — 16 июля 2017, Москва, Россия) — советский и российский художник и мультипликатор. 

## Биография
Родился в 1947 году в восточногерманском городе Эберсвальд в семье военного. С 1961 по 1966 годы обучался в художественной студии при Дворце пионеров в Волоколамске, а в 1967—1969 годах — в Донском государственном техническом университете в Ростове-на-Дону. В конце 1960-х переехал в Москву, где работал на заводе имени Лихачёва и параллельно начал работать в качестве иллюстратора. С 1968 года публиковался в журнале «Знание — сила» в качестве художника и иллюстратора фантастических произведений, работая в технике перекладок и рисованных картин.
С 1974 по 2001 год Кошкин работал на киностудии «Союзмультфильм», сотрудничая также со студиями «Киевнаучфильм», «Мульттелефильм» и «Ренешанс». Много работал совместно с режиссёром Владимиром Тарасовым, участвовал в создании таких мультфильмов, как «Контакт» (1978) и «Три новеллы» (1986). Кроме того, Кошкин был художником-постановщиком сюжетов в художественном фильме «Маяковский смеётся» (1974) и ряде документальных фильмов. «Энциклопедический словарь кино» отмечает его подчёркнуто-стилизованную современную манеру рисунка-коллажа, изобразительность и выдумку. В 1990—2000-х годах продолжал сотрудничать с мультипликаторами, работая в качестве режиссёра и художника-постановщика как над российскими проектами, так и в Украине, Великобритании и США.
В качестве художника-иллюстратора работал над большим количеством книжных изданий. Иллюстрировал детскую литературу, журналы, фантастические и детективные произведения Ильи Варшавского, Кира Булычёва, Роберта Шекли, Станислава Лема, братьев Стругацких, Артура Конан Дойла и других известных авторов. В 2000—2010-х годах преподавал в Театральном художественно-техническом колледже. Умер в Москве в 2017 году.

## Награды
- Приз ФИПРЕССИ на МКФ в Лейпциге (Германия), 1978 — за мультфильм «Вперёд, время!»
- XVII МКФ научно-фантастических фильмов[англ.] в Триесте (Италия), 1979 — за мультфильм «Контакт».
- VIII МКФ короткометражных и документальных фильмов в Лилле (Франция), 1979 — за мультфильм «Контакт».
- 14-й Всесоюзный кинофестиваль в Вильнюсе, 1981 — за мультфильм «Возвращение»[5].
- 16-й Всесоюзный кинофестиваль в Ленинграде, 1983 — за мультфильм «Пуговица».